# 德奥达拉
德奥达拉（Deodara），是印度中央邦Mandla县的一个城镇。总人口6734（2001年）。

## 人口
该地2001年总人口6734人，其中男性3491人，女性3243人；0—6岁人口899人，其中男480人，女419人；识字率75.68%，其中男性为81.21%，女性为69.72%。